# Robursport Volley Pesaro 2010-2011
Questa voce raccoglie le informazioni riguardanti il Robursport Volley Pesaro nelle competizioni ufficiali della stagione 2010-2011.

## Organigramma societario
Area direttiva
- Presidente: Giancarlo Sorbini

Area tecnica
- Allenatore: Paolo Tofoli
- Allenatore in seconda: Riccardo Marchesi
- Assistente allenatore: Matteo Solforati
- Addetto statistiche: Elia Laise

Area sanitaria
- Medico: Alfredo Bressan
- Preparatore atletico: Gian Paolo Chittolini
- Fisioterapista: Francesco Mannella, Gabriele Palucci
- Ortopedico: Piergiogio Pirani

## Rosa
| N° | Nome               | Ruolo | Data di nascita   | Nazionalità sportiva |
| -- | ------------------ | ----- | ----------------- | -------------------- |
| 1  | Senna Ušić         | S     | 14 marzo 1986     | Croazia              |
| 3  | Rossella Olivotto  | C     | 24 aprile 1991    | Italia               |
| 5  | Francesca Mari     | P     | 30 marzo 1983     | Italia               |
| 7  | Monica De Gennaro  | L     | 8 gennaio 1987    | Italia               |
| 8  | Laura Saccomani    | S     | 8 ottobre 1991    | Italia               |
| 9  | Elisa Manzano      | C     | 18 gennaio 1985   | Italia               |
| 10 | Francesca Ferretti | P     | 15 febbraio 1984  | Italia               |
| 12 | Manon Flier        | O     | 8 febbraio 1984   | Paesi Bassi          |
| 13 | Marija Ušić        | S     | 5 febbraio 1992   | Croazia              |
| 14 | Martina Guiggi     | C     | 1º maggio 1984    | Italia               |
| 16 | Giulia Pascucci    | S     | 29 settembre 1993 | Italia               |
| 17 | Natavan Gasimova   | P     | 8 luglio 1985     | Azerbaigian          |
| 18 | Destinee Hooker    | S     | 7 ottobre 1987    | Stati Uniti          |